# Paolo Romeo
Paolo Romeo, född 20 februari 1938 i Acireale, är en italiensk kardinal och ärkebiskop. Han var ärkebiskop av Palermo från 2006 till 2015.

## Biografi
Paolo Romeo for 1959 till Rom för att studera vid Almo Collegio Capranica. Han prästvigdes 1961. Romeo blev licentiat i teologi vid Gregoriana och senare doktor i kanonisk rätt vid Påvliga Lateranuniversitetet. År 1967 blev han medlem av Heliga stolens diplomatiska kår.
I december 1983 utnämndes Romeo till titulärbiskop av Vulturia och nuntie i Haiti. Han biskopsvigdes den 6 januari påföljande år av påve Johannes Paulus II i Peterskyrkan. Påven assisterades vid detta tillfälle av ärkebiskop Eduardo Martínez Somalo och ärkebiskop Duraisamy Simon Lourdusamy. År 2006 efterträdde Romeo Salvatore De Giorgi som ärkebiskop av Palermo.
Den 20 november 2010 upphöjde påve Benedikt XVI Romeo till kardinal med Santa Maria Odigitria dei Siciliani som titelkyrka. I mars 2013 deltog han i konklaven, vilken valde Franciskus till ny påve. I januari 2016 utsågs Romeo till ordförande för sitt alma mater Almo Collegio Capranica.

## Bilder
| - Kardinal Romeos titelkyrka Santa Maria Odigitria dei Siciliani vid Via del Tritone i Rom. |

### Webbkällor
- ”ROMEO, Paolo (1938–” (på engelska). The Cardinals of the Holy Roman Church. Salvador Miranda. Arkiverad från originalet den 6 mars 2018. https://archive.today/20180306161511/http://webdept.fiu.edu/~mirandas/bios2010.htm%23Romeo#Romeo. Läst 6 mars 2018.
- ”Paolo Cardinal Romeo” (på engelska). Catholic Hierarchy. Arkiverad från originalet den 6 mars 2018. https://archive.today/20180306161755/http://www.catholic-hierarchy.org/bishop/bromeo.html. Läst 6 mars 2018.